# Attagenus chakouri
Attagenus chakouri es una especie de coleóptero de la familia Dermestidae.

## Distribución geográfica
Habita en Egipto, Irak y Arabia Saudita.